# Nocticanace panamensis
Nocticanace panamensis är en tvåvingeart som beskrevs av Wayne N. Mathis 1989. Nocticanace panamensis ingår i släktet Nocticanace och familjen Canacidae.
Artens utbredningsområde är Panama. Inga underarter finns listade i Catalogue of Life.